# Бирманска мачка
Бирманска мачка је раса домаће мачке позната и као света мачка из бивше Бурме, која ни по чему није слична бурманској мачки, која спада у ред краткодлаких мачака. Бирманска мачка је чувена по својим плавим очима и по једној од најлепших легенди о настанку расе.

## Настанак расе
Постоји неколико теорија о пореклу расе. Једна је да води порекло из североисточне Азије, а по другој је настала укрштањем раса у Француској.
Бирманска мачка је први пут донета у Европу 1916. а ФИФе ју је признала 1926. Први пут је увезена у САД 1959. ЦФА признаје расу 1967.

## Легенда о настанку Бирманске мачке
Према легенди свештеник, који је имао дугачку браду златне боје, посветио је живот служби плавоокој богињи Тсун Кјан Ксе. Када су га напали и убили, мачка коју је имао је подивљала и отерала нападаче. Њена длака је постала златножута, а очи плаве. Пошто се душа свештеника преселила у тело мачке, није могла да оде у рај док год је мачка била жива. Зато је престала да узима храну и воду и после седам дана је угинула.

## Карактеристике
Бирманска мачка је средње велика са тешким костима и полудугом длаком. Шапе су беле, очи плаве, округле и размакнуте. Нос има изражену стопу. Уши су ниско постављене. 
Изузетно је отпорна на болести, верна и дружељубива.